# Clube Municipal Ananindeua
Maillots
Dernière mise à jour : 4 février 2012.
Le Clube Municipal Ananindeua est un club brésilien de football basé à Ananindeua, dans l'État du Pará.

Ancien logo

## Palmarès
- Championnat du Pará :
  - Vice-champion : 2006

- Championnat du Pará de deuxième division :
  - Champion : 1996
  - Vice-champion : 2001